# Diomea rotundata
Diomea rotundata är en fjärilsart som beskrevs av Walker 1857. Diomea rotundata ingår i släktet Diomea och familjen nattflyn. Inga underarter finns listade i Catalogue of Life.